# В затруднено положение
„В затруднено положение“ (на английски: Out on a Limb) е американски комедиен филм от 1992 г. на режисьора Францис Уебър, по сценарий на Джошуа и Даниел Голдин, с участието на Матю Бродерик, Джефри Джоунс, Хейди Клинг, Кортни Пелдън, Майкъл Монкс и Джон Райли.
Филмът е пуснат от „Юнивърсъл Пикчърс“ на 4 септември 1992 г. Това е първият филм, в който Бродерик и Джоунс участваха заедно след „Почивният ден на Ферис Бюлър“, който е пуснат шест години по-късно.

## Актьорски състав
| Актьор            | Роля                              |
| ----------------- | --------------------------------- |
| Матю Бродерик     | Бил Кемпбъл                       |
| Джефри Джоунс     | Мат Скиърнс / Питър Ван Дер Хавен |
| Хейди Клинг       | Сали                              |
| Джон Райли        | Джим младши                       |
| Мариан Мърсър     | Ан Кембъл Ван Дер Хавен           |
| Лари Ханкин       | Полицай Дарън                     |
| Дейвид Маргулис   | Господин Бюхенуолд                |
| Кортни Пелдън     | Марси Кемпбъл                     |
| Майкъл Монкс      | Джим старши                       |
| Андрю Бен         | Полицай Лари                      |
| Мики Джоунс       | Вирджил                           |
| Нанси Ленехан     | Мис Клейтън                       |
| Ноан Крейг Андрюс | Джулиус                           |
| Бен Дискин        | Хенри                             |
| Адам Уайли        | Боб                               |